# لوئیس روبیالس
لوئیس مانوئل روبیالس بجار (زاده ۲۳ اوت ۱۹۷۷) یک بازیکن رسمی فوتبال اسپانیا و بازیکن حرفه‌ای سابق است که به عنوان مدافع بازی می‌کرد. او رئیس فدراسیون فوتبال اسپانیا بود که کمیته انضباطی فیفا او را به دلیل حرکت جنجالی‌اش به مدت نود روز از تاریخ ۲۶ اوت ۲۰۲۳ از هرگونه فعالیت فوتبالی تعلیق کرد. وی از ریاست فدراسیون فوتبال اسپانیا استعفا داد.
از باشگاه‌هایی که در آن بازی کرده است می‌توان به باشگاه فوتبال همیلتون آکادمیکال، باشگاه فوتبال خرز، و باشگاه فوتبال لوانته اشاره کرد.

## رخداد جام جهانی ۲۰۲۳ زنان
در ۲۰ اوت ۲۰۲۳ و در جریان جشن قهرمانی تیم ملی فوتبال زنان اسپانیا در جام جهانی ۲۰۲۳ زنان، روبیالس لب‌های جنی هرموسو (بازیکن اسپانیا) را بوسید. او همچنین هنگامی که روی سکوی تماشاگران مخصوص، شاهد مسابقه بود در حالی که ملکه و شاهدخت ۱۶ سالهٔ اسپانیا نزدیکش بودند، بیضه‌های خود را به علامت پیروزی در دست گرفت.
پس از این اتفاق‌ها روبیالس در معرض انتقادهای گسترده قرار گرفت: نخست‌وزیر و وزیر ورزش اسپانیا رفتار او را «غیرقابل قبول» خواندند، یرنه مونترو وزیر برابری اسپانیا اقدام روبیالس را «نوعی خشونت جنسی» نامید و یون بلارا وزیر امور اجتماعی اسپانیا در توییترش این سؤال را مطرح کرد که اگر آن‌ها این کار را در مقابل چشمان کل اسپانیا انجام می‌دهند، پس در خلوت چه کار می‌کنند؟ همچنین فیفا اعلام کرد پرونده‌ای انضباطی علیه روبیالس گشوده تا بررسی شود که آیا حرکت او در آن مراسم نقض قواعد اولیهٔ رفتار مناسب بوده و آیا این رفتار برای ورزش فوتبال و فیفا بی‌آبرویی به بار آورده است یا خیر.
جنی هرموسو در واکنش اولیه به این اتفاق در جریان لایو اینستاگرامی در رختکن اعلام کرد «این اتفاقی بود که آن را دوست نداشت» اما بعداً در بیانیه منتشرشده از سوی فدراسیون فوتبال اسپانیا گفت: «این یک اکت دوجانبه کاملاً خودجوش و به‌دلیل شادی بی‌نظیری بود که قهرمانی در جام جهانی به ارمغان می‌آورد». با بالا گرفتن ماجرا، بیانیه‌ای با امضای ۲۳ بازیکن تیم ملی زنان اسپانیا منتشر شد که در آن اعلام کردند در صورت ادامهٔ مسئولیت مقام‌های کنونی، دیگر برای تیم ملی بازی نخواهند کرد. در این بیانیه از قول هرموسو آمده است: «باید موضوع را روشن کنم. من هرگز برای این بوسه رضایت ندادم. این برایم قابل تحمل نیست که حرفم را زیر سؤال ببرند، چه برسد که بخواهند حرف‌های جعلی را که نزده‌ام از زبان من نقل کنند».
پس از افزایش فشارها گفته شد که روبیالس به‌زودی از سمتش استعفاء خواهد کرد اما در ۲۵ اوت، او طی سخنرانی در مجمع عمومی فدراسیون فوتبال اسپانیا ضمن عذرخواهی بابت رفتارش، پنج بار سرسختانه تکرار کرد: «استعفا نمی‌دهم». او «نوک کوچک» (بوسه) را «خودجوش، متقابل و سرخوشانه» توصیف کرد و با طرح این ادعا که هدف «ترور اجتماعی» قرار گرفته، «فمینیسم دروغین» را «آفت بزرگ» کشورش دانست. در ۲۶ اوت ۲۰۲۳ فدراسیون فوتبال اسپانیا در بیانیه‌ای اعلام کرد علیه هرموسو و دیگر بازیکنان امضاکنندهٔ بیانیه شکایت خواهد کرد اما ساعاتی بعد فیفا روبیالس را برای سه ماه از تمام فعالیت‌های مرتبط با فوتبال تعلیق کرد.
بازداشت
سرانجام لوئیس روبیالس، رئیس سابق فدراسیون فوتبال اسپانیا در بدو ورود از جمهوری دومینیکن به مادرید توسط پلیس اسپانیا دستگیر شد.
بر اساس گزارش‌های مطبوعات اسپانیایی، او توسط دادگاهی در شهر مادرید به اتهام ارتکاب جرایم فساد تجاری، مدیریت ناعادلانه، پولشویی و عضویت در یک سازمان جنایی، مورد بازرسی قرار گرفته است هر چند روبیالس این تخلفات را رد کرده است.
روبیالس در راه برگشت به اسپانیا و زمانی که از هواپیما خارج شد توسط نیروهای پلیس دستگیر شد. اعضای گارد مدنی اسپانیا او را سوار یک ون سیاه کردند و از فرودگاه خارج شدند.
گفته می‌شود بازرسان برای جستجوی خانه روبیالس به کاستاریکا سفر کردند. همچنین زمانی که او در سفر بود محل زندگی وی را مورد بازرسی قرار دادند.
از سویی دیگر گفته می‌شود دفتر دادستانی ویژه علیه فساد و یورو پول، در حال بررسی قراردادهای غیرقانونی ادعایی و انتقال سوپرجام به عربستان است که توسط رئیس وقت فدراسیون با جرارد پیکه، فوتبالیست سابق امضا شده بود.
برخی از منابع خبری از آزادی موقت او بعد از چند ساعت بازداشت خبر داده‌اند اما به صورت رسمی خبری در این خصوص مخابره نشده است.